# Bukovska
Bukovska (izvirno srbsko Буковска) je naselje v Srbiji, ki upravno spada pod Občino Kučevo; slednja pa je del Braničevskega upravnega okraja.

## Demografija
V naselju, katerega izvirno (srbsko-cirilično) ime je Буковска, živi 429 polnoletnih prebivalcev, pri čemer je njihova povprečna starost 48,6 let (46,5 pri moških in 50,8 pri ženskah). Naselje ima 184 gospodinjstev, pri čemer je povprečno število članov na gospodinjstvo 2,73.
To naselje je v glavnem vlaško (glede na popis iz leta 2002), a v času zadnjih treh popisov je opazno zmanjšanje števila prebivalcev.
|  |

| Demografija | Demografija     | Demografija     |
| Leto        | Št. prebivalcev | Št. prebivalcev |
| ----------- | --------------- | --------------- |
|             |                 |                 |
|             |                 |                 |
|             |                 |                 |
|             |                 |                 |
| 1948        | 1152            |                 |
| 1953        | 1175            |                 |
| 1961        | 1139            |                 |
| 1971        | 1036            |                 |
| 1981        | 907             |                 |
| 1991        | 674             | 620             |
| 2002        | 587             | 503             |
|             |                 |                 |

| Etnična sestava po popisu iz leta 2002 | Etnična sestava po popisu iz leta 2002 | Etnična sestava po popisu iz leta 2002 | Etnična sestava po popisu iz leta 2002 | Etnična sestava po popisu iz leta 2002 |
| -------------------------------------- | -------------------------------------- | -------------------------------------- | -------------------------------------- | -------------------------------------- |
| Vlahi                                  | Vlahi                                  |                                        | 420                                    | 83,49%                                 |
| Srbi                                   | Srbi                                   |                                        | 68                                     | 13,51%                                 |
| Romuni                                 | Romuni                                 |                                        | 5                                      | 0,99%                                  |
| Hrvati                                 | Hrvati                                 |                                        | 1                                      | 0,19%                                  |
| Neznano                                | Neznano                                |                                        | 6                                      | 1,19%                                  |